# مدرع منقب مدملك
مدرع منقب مدملك (الاسم العلمي: Calyptophractus retusus) (بالإنجليزية: Greater Fairy Armadillo)‏ هو نوع من الحيوانات يتبع جنس المدرع المنقب من فصيلة المدرعات المتدثرة وأشباهها.